# Mia Farrow
María de Lourdes "Mia" Villiers Farrow (n. 9 februarie 1945, Los Angeles, California, SUA), este o actriță și scriitoare americană, militantă activă a unor inițiative umanitare internaționale și fost manechin.
Mia Farrow a jucat în peste 50 de filme și a primit numeroase premii, printre care un Glob de Aur și premiul pentru cea mai bună actriță la Festivalul Internațional de Film de la San Sebastian; a fost nominalizată de alte șapte ori pentru Globul de Aur și de trei ori pentru Premiile BAFTA. Farrow este cunoscută pentru activitatea sa în calitate de Ambasador al Bunăvoinței pentru UNICEF. A fost implicată în acțiuni umanitare din Darfur, Ciad și Republica Centrafricană. În 2008, revista Time a considerat-o una dintre persoanele cele mai influente din lume.

## Filmografie
| An        | Film                                    | Rol                          | Note |
| --------- | --------------------------------------- | ---------------------------- | --- |
| 1959      | John Paul Jones                         |                              | nemenționată |
| 1964      | Guns at Batasi                          | Karen Erickson               | |
| 1964-1966 | Peyton Place                            | Allison Mackenzie            | Serial TV, 263 de episoade |
| 1968      | Secret Ceremony                         | Cenci                        | Nominalizare—BAFTA Award for Best Actress in a Leading Role (also for Rosemary's Baby & John and Mary)                                                                                     |
| 1968      | Rosemary's Baby                         | Rosemary Woodhouse           | David di Donatello Award for Best Foreign Actress (împărțit cu Barbra Streisand pentru Funny Girl) Nominalizare—Golden Globe Award for Best Actress – Motion Picture Drama                 |
| 1968      | A Dandy in Aspic                        | Caroline                     | |
| 1969      | John and Mary                           | Mary                         | Nominalizare—Golden Globe Award for Best Actress – Motion Picture Musical or Comedy |
| 1971      | See No Evil                             | Sarah                        | |
| 1972      | Dr. Popaul                              | Christine Dupont             | |
| 1972      | Follow Me!                              | Belinda                      | Prize San Sebastián for Best Actress |
| 1974      | The Great Gatsby                        | Daisy Buchanan               | |
| 1976      | Peter Pan                               | Peter Pan                    | |
| 1977      | Full Circle (aka The Haunting of Julia) | Julia Lofting                | |
| 1978      | A Wedding                               | Elizabeth 'Buffy' Brenner    | |
| 1978      | Avalanche                               | Caroline Brace               | |
| 1978      | Moarte pe Nil                           | Jacqueline De Bellefort      | |
| 1979      | Hurricane                               | Charlotte Bruckner           | |
| 1982      | A Midsummer Night's Sex Comedy          | Ariel                        | Nominalizare—Golden Raspberry Award for Worst Actress |
| 1982      | The Last Unicorn                        | Unicorn/Lady Amalthea        | voice-over |
| 1982      | Sarah                                   | Sarah                        | voice-over |
| 1983      | Zelig                                   | Dr. Eudora Nesbitt Fletcher  | Kansas City Film Critics Award for Best Supporting Actress (shared with Linda Hunt for The Year of Living Dangerously)                                                                     |
| 1984      | Broadway Danny Rose                     | Tina Vitale                  | Nominalizare—Golden Globe Award for Best Actress – Motion Picture Musical or Comedy |
| 1984      | Supergirl                               | Alura In-Ze                  | |
| 1984      | Terror in the Aisles                    |                              | archival footage |
| 1985      | The Purple Rose of Cairo                | Cecilia                      | Nominalizare—BAFTA Award for Best Actress in a Leading Role Nominalizare—Golden Globe Award for Best Actress – Motion Picture Musical or Comedy Nominalizare—Saturn Award for Best Actress |
| 1986      | Hannah and Her Sisters                  | Hannah                       | Nominalizare—BAFTA Award for Best Actress in a Leading Role |
| 1987      | Radio Days                              | Sally White                  | |
| 1987      | September                               | Lane                         | |
| 1988      | Another Woman                           | Hope                         | |
| 1989      | New York Stories                        | Lisa                         | |
| 1989      | Crimes and Misdemeanors                 | Halley Reed                  | Nominalizare—David di Donatello Award for Best Foreign Actress |
| 1990      | Alice                                   | Alice Tate                   | National Board of Review Award for Best Actress Nominalizare—Golden Globe Award for Best Actress – Motion Picture Musical or Comedy                                                        |
| 1991      | Shadows and Fog                         | Irmy                         | |
| 1992      | Husbands and Wives                      | Judy Roth                    | |
| 1994      | Widows' Peak                            | Miss Katherine O'Hare/Clancy | |
| 1995      | Miami Rhapsody                          | Nina Marcus                  | |
| 1995      | Reckless                                | Rachel                       | |
| 1997      | Private Parts                           | Herself                      | |
| 1999      | Forget Me Never                         | Diane McGowin                | (TV) Nominalizare—Golden Globe Award for Best Actress – Miniseries or Television Film |
| 1999      | Coming Soon                             | Judy Hodshell                | |
| 2002      | The Secret Life of Zoey                 | Marcia Carter                | (TV) |
| 2002      | Purpose                                 | Anna Simmons                 | |
| 2004      | Samantha: An American Girl Holiday      | Grandmary Edwards            | (TV) |
| 2006      | The Omen                                | Mrs. Baylock                 | |
| 2007      | Arthur and the Invisibles               | Daisy Suchot                 | |
| 2007      | The Ex                                  | Amelia Kowalski              | |
| 2008      | Be Kind Rewind                          | Miss Falewicz                | |
| 2008      | As We Forgive                           | Narrator                     | |
| 2009      | Arthur and the Revenge of Maltazard     | Daisy Suchot                 | |
| 2010      | Arthur 3: The War of the Two Worlds     | Daisy Suchot                 | |
| 2011      | Dark Horse                              | Phyllis                      | |

### Teatru
| An   | Titlu                           | Rol               | Note                     |
| ---- | ------------------------------- | ----------------- | ------------------------ |
| 1963 | The Importance of Being Earnest | Cecily Cardew     | Madison Avenue Playhouse |
| 1971 | Jeanne d'Arc au bûcher          | Joan of Arc       | Royal Albert Hall        |
| 1972 | Mary Rose                       | Mary Rose         | Shaw Theatre             |
| 1973 | Three Sisters                   | Irina             | Greenwich Theatre        |
| 1973 | The House of Bernarda Alba      | Jan and Adela     | Greenwich Theatre        |
| 1975 | The Marrying of Ann Leete       | Ann Leete         | Aldwych Theatre          |
| 1976 | The Zykovs                      | Pavla Tselovnyeva | Aldwych Theatre          |
| 1976 | Ivanov                          | Sasha             | Aldwych Theatre          |
| 1979 | Romantic Comedy                 | Phoebe Craddock   | Ethel Barrymore Theatre  |
| 1996 | Getting Away with Murder        | Dr. Bering's Wife | Broadhurst Theatre       |
| 1999 | Who's Afraid of Virginia Woolf? | Honey             | Majestic Theatre         |
| 2000 | Who's Afraid of Virginia Woolf? | Honey             | Ahmanson Theatre         |
| 2002 | The Exonerated                  | Sunny Jacobs      | US tour                  |
| 2003 | Fran's Bed                      | Fran              | Long Wharf Theatre       |
| 2005 | Fran's Bed                      | Fran              | Playwrights Horizons     |
| 2014 | Love Letters                    | Melissa Gardner   | Brooks Atkinson Theatre  |

## Legături externe
Materiale media legate de Mia Farrow la Wikimedia Commons
- Official MiaFarrow.org website Arhivat în 14 octombrie 2019, la Wayback Machine.
- Mia Farrow la TCM Movie Database
- en Mia Farrow la Internet Broadway Database
- en Mia Farrow la Internet Off-Broadway Database